# Oreonetides rectangulatus
Oreonetides rectangulatus là một loài nhện trong họ Linyphiidae.
Loài này thuộc chi Oreonetides. Oreonetides rectangulatus được James Henry Emerton miêu tả năm 1913.